# 寧越郡 (中国)
寧越郡（ねいえつ-ぐん）は、中国にかつて存在した郡。隋代から唐代にかけて、現在の広西チワン族自治区欽州市一帯に設置された。

## 概要
天監年間、南朝梁により設置された安州を前身とする。
598年（開皇18年）、隋により安州は欽州と改称された。607年（大業3年）に州が廃止されて郡が置かれると、欽州は寧越郡と改称された。寧越郡は欽江・安京・南賓・遵化・内亭・安海の6県を管轄した。
621年（武徳4年）、唐が蕭銑を滅ぼすと、寧越郡は欽州と改められ、欽江・安京・南賓・遵化・内亭の5県を管轄した。742年（天宝元年）、欽州は寧越郡と改称された。758年（乾元元年）、寧越郡は欽州と改称され、寧越郡の呼称は姿を消した。